# Sveriges Trafikutbildares Riksförbund
Sveriges Trafikutbildares Riksförbund (tidigare Sveriges Trafikskolors Riksförbund), STR, är en organisation för företag, däribland trafikskolor, som bedriver tillståndspliktig förarutbildning i Sverige. STR:s medlemsföretag bedriver drygt 700 utbildningsverksamheter över landet som sysselsätter nästan 3 000 lärare. Utbildningsföretagen erbjuder utbildning av förare i trafiksäkert och miljöanpassat körsätt på bil, buss, lastbil, tvåhjuling och terrängfordon. Varje år utbildar man drygt 100 000 körkortstagare och 10 000 yrkesförare.
STR agerar och arbetar aktivt för en hållbar miljö och har miljöarbetet som en av sina grundpelare. Det pågår ett stort arbete med att utbilda och utveckla miljömässigt goda alternativ inom branschen. STR har bland annat varit med och tagit fram koncepten EcoDriving, Grön trafikskola och Klimatsäkrad trafikskola.
STR är geografiskt indelat i sju regioner. Verksamheten leds av förbundsstyrelsen som består av representanter från de sju regionerna. Förbundets högsta beslutande organ är fullmäktige. För medlemmarnas service och för försäljning av utbildningsmaterial samt tjänster finns servicebolaget STR Service AB.

## STR Service AB
STR Service AB ägs av STR och fungerar som ett servicebolag för medlemsföretagen. Servicebolaget är placerat i Landskrona och erbjuder därifrån sina tjänster till medlemmar och kunder i hela landet. Genom STR Service AB arrangeras bland annat fortbildning inom olika områden, både för ägare och anställd personal. Servicebolaget är också ett läromedelsförlag med egen produktion av läromedel och digitala utbildningstjänster inom förarutbildning. Vidare bedrivs även utveckling av IT-system för utbildningsföretag.